# Oktopusse

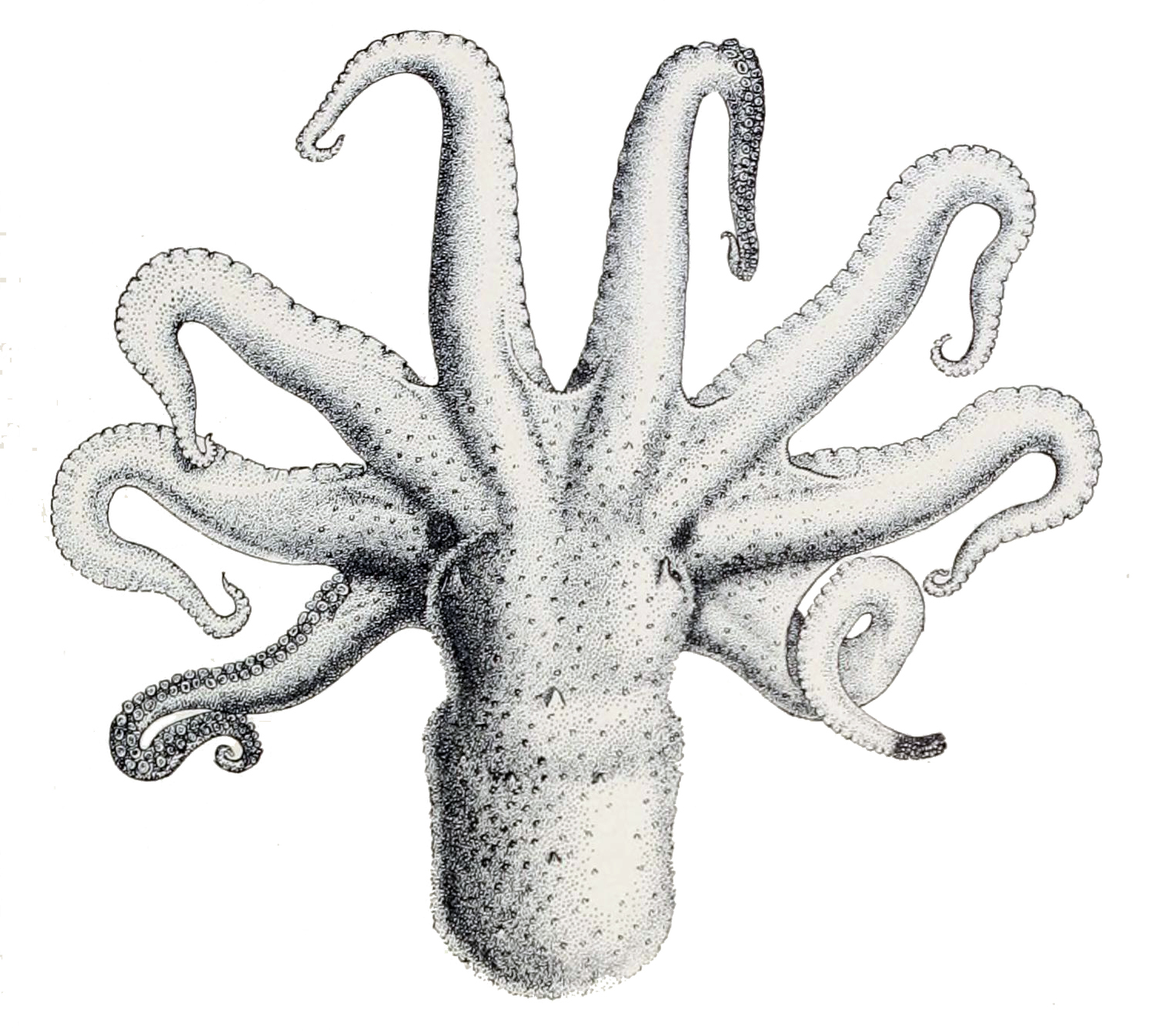
Typisches Aussehen eines Oktopus (Im Bild: Octopus bimaculatus)

Die Oktopusse oder Oktopoden (Octopus) bilden mit über einhundert Arten die größte Gattung innerhalb der Familie der Echten Kraken.

## Bezeichnung
Das lateinische Wort octopus entspricht dem altgriechischen Vorbild ὀκτώπους oktṓpous, einer Zusammensetzung aus oktṓ „acht“ und poús (Genitiv podós) für „Fuß“. Octopus bedeutet wörtlich „Achtfuß“, das heißt „Tier mit acht Füßen“.
Der wissenschaftliche Gattungsname Octopus wird lateinisch geschrieben (mit c), ansonsten wird auch die eingedeutschte Schreibweise mit k verwendet: Oktopus. Als Pluralformen verzeichnet Duden sowohl Oktopusse als auch Oktopoden (zur Verwendung der Bezeichnung siehe auch Kraken#Wissenschaftlicher Name).
Die Bezeichnungen Pulp und Pulpe für die Kraken-Gattung Octopus sind veraltet. Beide Formen sind letztlich Varianten des Wortes Polyp, das auf griechisch polýpous zurückgeht und somit eigentlich „Vielfuß“ bedeutet.

## Merkmale
Viele der Arten sind wissenschaftlich noch nicht beschrieben. Die Arten der Gattung weisen zwar einige gemeinsame Merkmale auf, aber es fehlen bei dieser Gattung spezifische Merkmale. Die einzelnen Arten teilen meist nur den Namen „Oktopus“. Bis zu einer wissenschaftlichen Neubestimmung und Neuordnung durch Taxonomen hat die vorliegende Systematik dennoch Bestand. Alle Oktopusarten besitzen zwei Reihen von Saugnäpfen an ihren Armen. Anale Klappen und ein Tintenbeutel sind vorhanden. Eine weitere Gemeinsamkeit besteht darin, dass bei Männchen der dritte Arm der Hectocotylus ist.
Die Größe variiert zwischen den einzelnen Arten stark. Manche Tiere erreichen Längen von über einem Meter. Die kleinste Art, der Octopus wolfi wird lediglich 30 mm groß. Auch die Farbgebung ist sehr unterschiedlich zwischen den einzelnen Unterarten.

## Verbreitung
Die verschiedenen Gattungen aus der Familie der Echten Kraken sind in allen Ozeanen der Erde anzutreffen. Zur breiten Palette der von ihnen besetzten Lebensräume zählen unter anderem Korallenriffe, Felsenriffe, Seegras und Algenbetten, Sand, Schlamm und andere weiche Substrate. Die meisten Octopodidae sind Grundbewohner (Benthal).

## Historische Systematik
Die Gattung Octopus wurde erstmals 1784 von dem deutschen Altphilologen und Naturwissenschaftler Johann Gottlob Schneider in seiner Sammlung vermischter Abhandlungen zur Aufklärung der Zoologie und der Handlungsgeschichte unter dem Namen Octopodia beschrieben. Da Schneider damaligen Gepflogenheiten entsprechend die heute klein geschriebenen Artzusätze wie polypus und sepia groß schrieb, und die Gattung als „Geschlecht“ Octopodia sowie die Arten als „Klassen“ bezeichnete, wurden Schneiders Artzusätze von nachfolgenden Zoologen als Gattungen interpretiert und benutzt. Schneiders Gattungsbezeichnung „Octopodia“ wurde als Octopoda wissenschaftlicher Name der Ordnung Kraken und hat als solcher bis heute Bestand. Die Verwirrung wurde dadurch gesteigert, dass Anfang des 20. Jahrhunderts einige Malakologen die Gattungsbezeichnung Polypus anstelle von Octopodia oder Octopus verwendeten.
Auf Antrag des englischen Entomologen Arthur Francis Hemming, von 1937 bis 1958 Sekretär der International Commission on Zoological Nomenclature (ICZN), behandelte die Kommission die Namensgebung der Oktopusse. Der Prioritätsregel zufolge wären Schneiders Namen als gültig anzuerkennen, da sie zuerst veröffentlicht wurden. Dies hätte aber zur Folge gehabt, dass Octopodia zu sehr der Bezeichnung der Ordnung geglichen hätte. Darüber hinaus wurden andere Namen schon lange verwendet. 1955 unterdrückte die ICZN die von Schneider vergebenen Namen zugunsten von Octopus Cuvier 1797. Damit wurden auch Polypus und andere Gattungsnamen für ungültig erklärt, und Octopus zum korrekten Namen der Gattung.

## Systematik
In der Gattung Octopus wurden zahlreiche Arten beschrieben. In dieser Systematik werden nur valide Arten berücksichtigt, daneben existieren zahlreiche Artnamen, die nicht mehr generell akzeptiert sind (taxon inquirendum).
| - Octopus alecto - Octopus argus (Hammer Oktopus) - Octopus australis - Octopus balboai - Octopus berenice - Octopus berrima - Octopus bimaculatus - Octopus bimaculoides (Kalifornischer Zweipunktkrake) - Octopus bocki - Octopus briareus (Karibischer Riffkrake) - Octopus bulbus - Octopus californicus (Kalifornischer Großaugenkrake) - Octopus campbelli - Octopus chierchiae - Octopus conispadiceus - Octopus cyanea (Großer Blauer Krake) - Octopus diminutus - Octopus favonius - Octopus fitchi - Octopus fontanianus - Octopus gardineri - Octopus gorgonus - Octopus harpedon - Octopus hattai - Octopus hawaiiensis - Octopus hubbsorum - Octopus humilis - Octopus hummelincki - Octopus huttoni - Octopus incella - Octopus insularis - Octopus joubini (Atlantischer Zwergkrake) - Octopus kaharoa - Octopus kaurna (Südlicher Sandkrake) - Octopus laqueus | - Octopus mariles - Octopus maya (Mexikanischer Vieraugenkrake) - Octopus mercatoris - Octopus mernoo - Octopus microphthalmus - Octopus micropyrsus - Octopus micros - Octopus mimus - Octopus minor - Octopus mutilans - Octopus nanus - Octopus occidentalis - Octopus oculifer (Galápagos-Riffkrake) - Octopus oliveri - Octopus pallidus (Bleichkrake) - Octopus parvus (Japanischer Zwergkrake) - Octopus penicillifer - Octopus pumilus - Octopus pyrum - Octopus rubescens (Pazifischer Roter Krake) - Octopus salutii - Octopus sanctaehelenae (St.-Helena-Krake) - Octopus selene - Octopus stictochrus - Octopus superciliosus - Octopus tehuelchus - Octopus tenebricus - Octopus tetricus (Gemeiner Sydneykrake) - Octopus veligero - Octopus verrucosus - Octopus vitiensis (Großkopfkrake) - Octopus vulgaris (Gewöhnlicher Krake) - Octopus warringa - Octopus wolfi (Pygmäenkrake) - Octopus zonatus (Atlantischer Streifenkrake) |

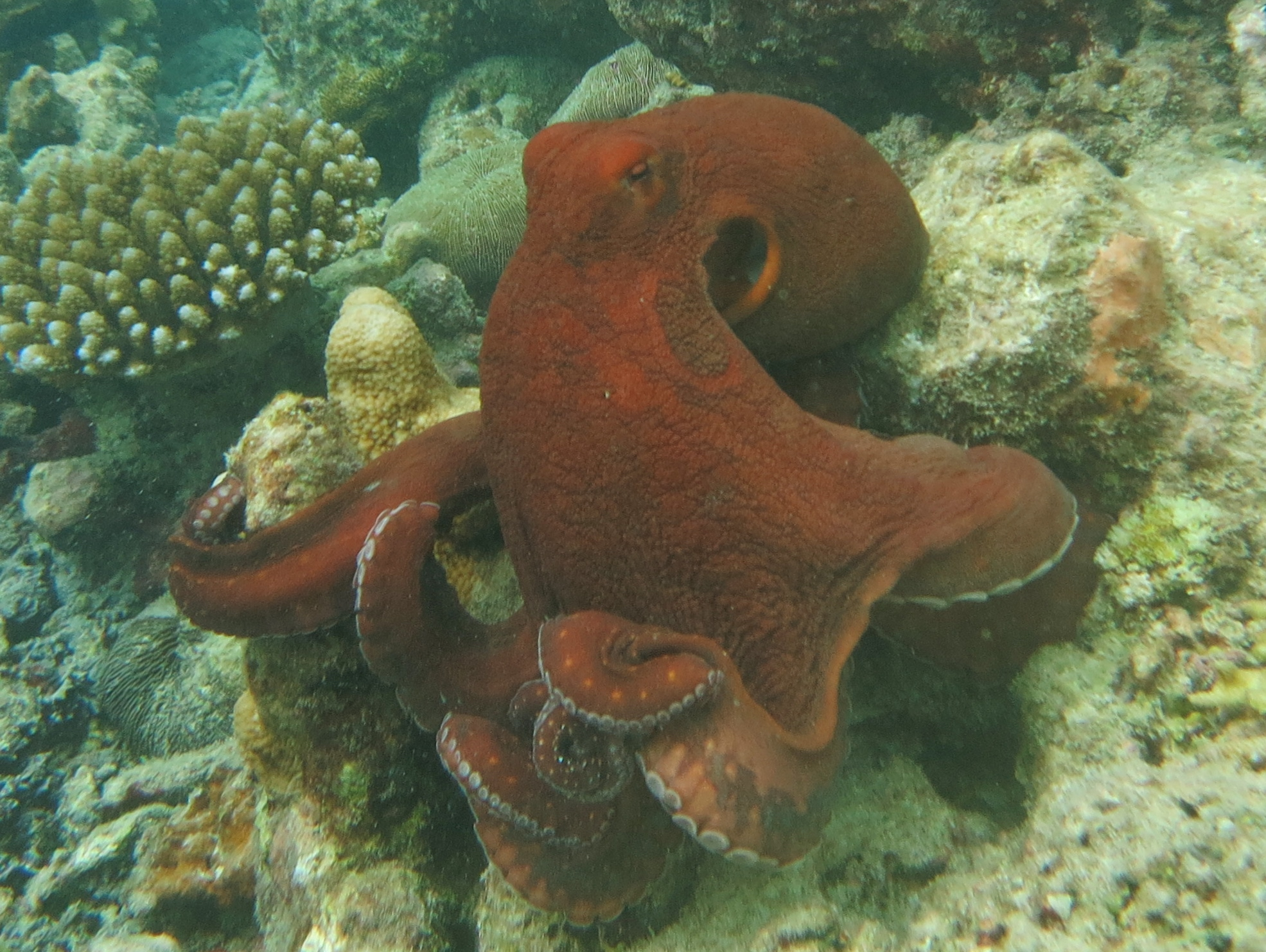
Großer Blauer Krake
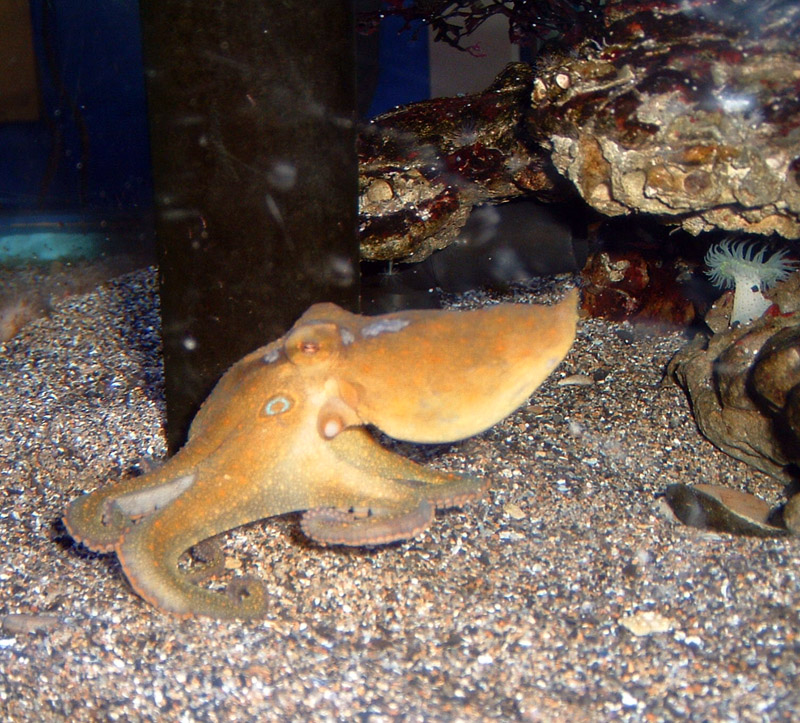
Kalifornischer Zweipunktkrake
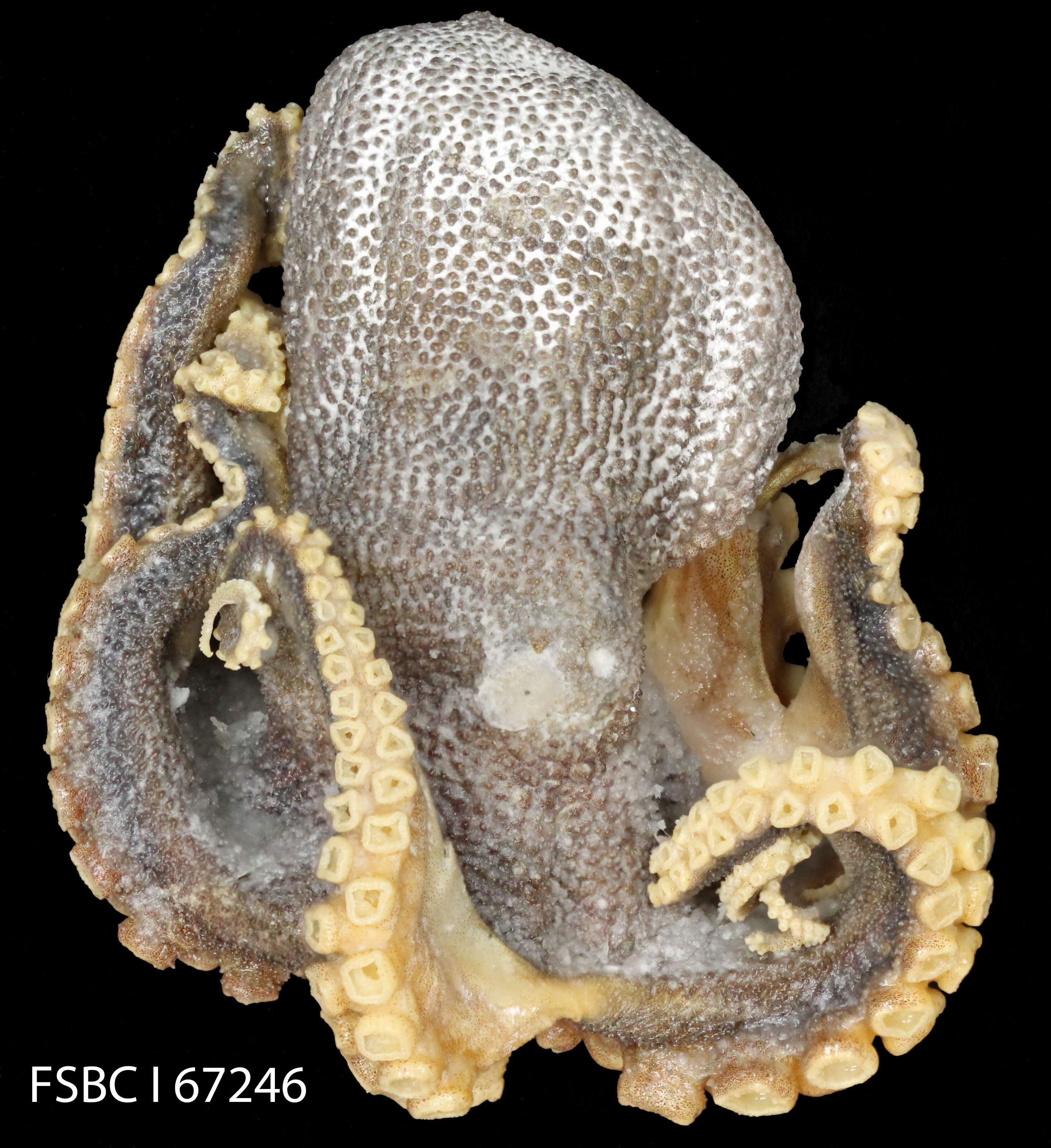
Braunstreifenoktopus
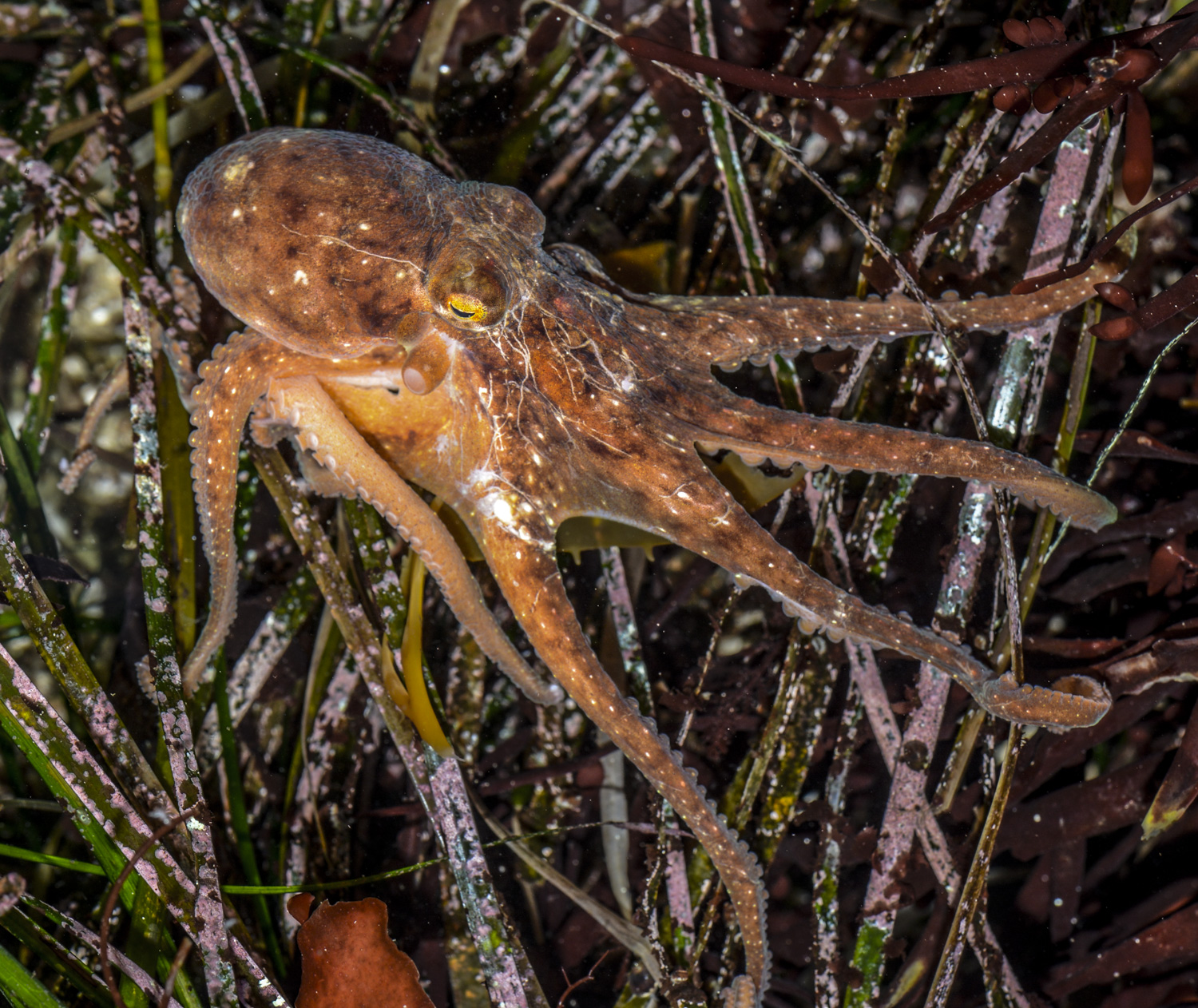
Pazifischer Roter Krake
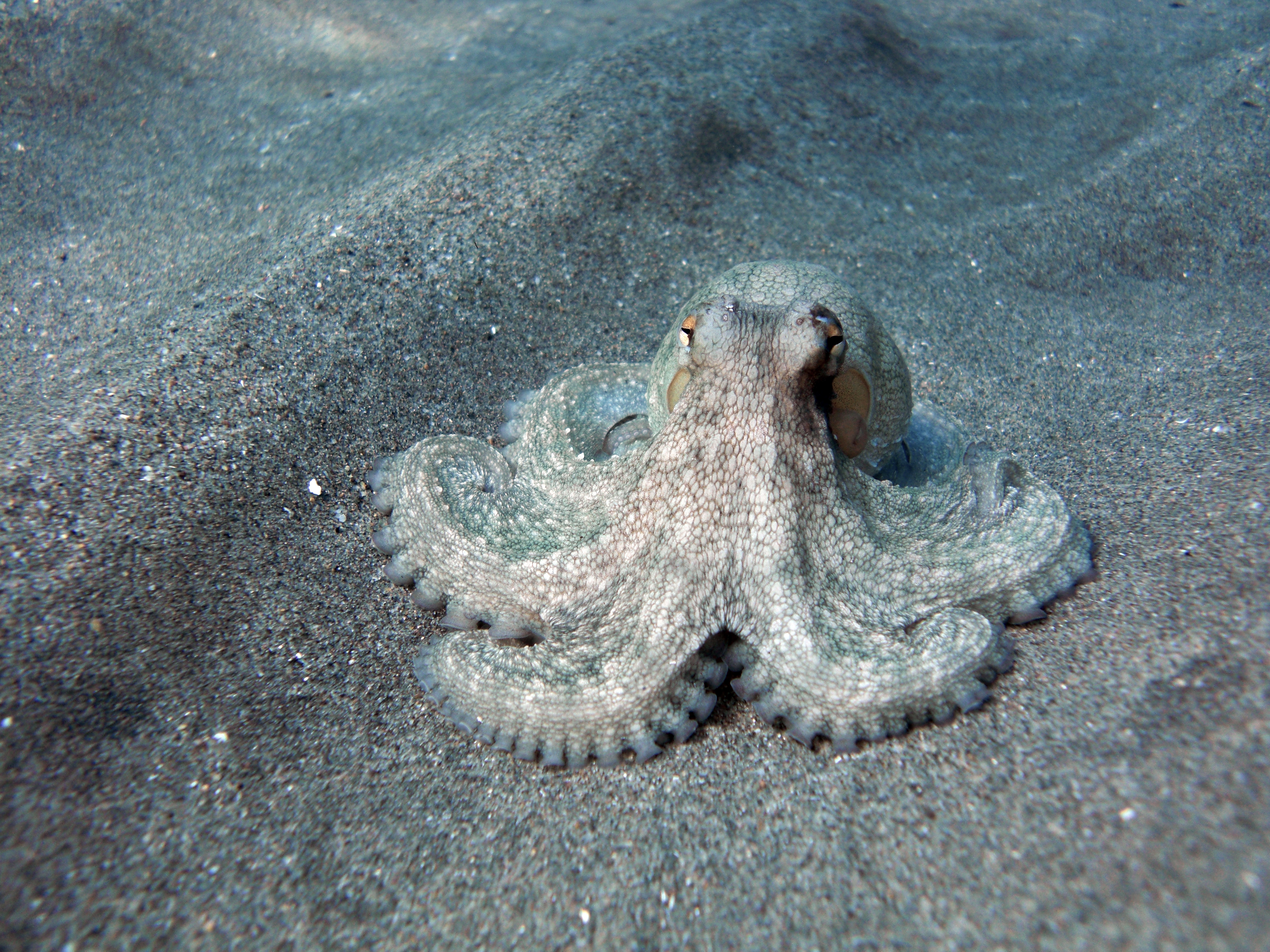
Gewöhnlicher Krake
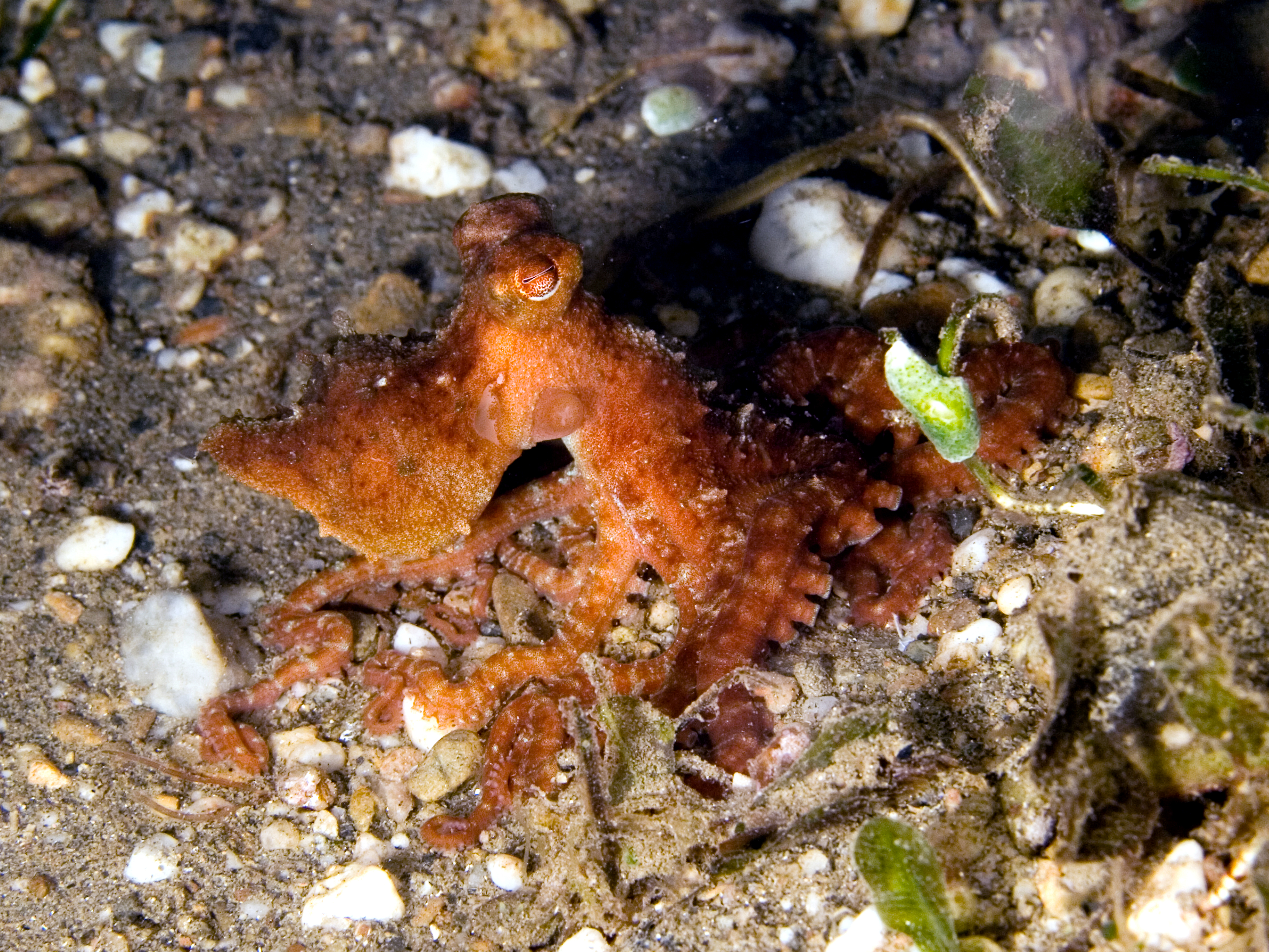
Octopus luteus
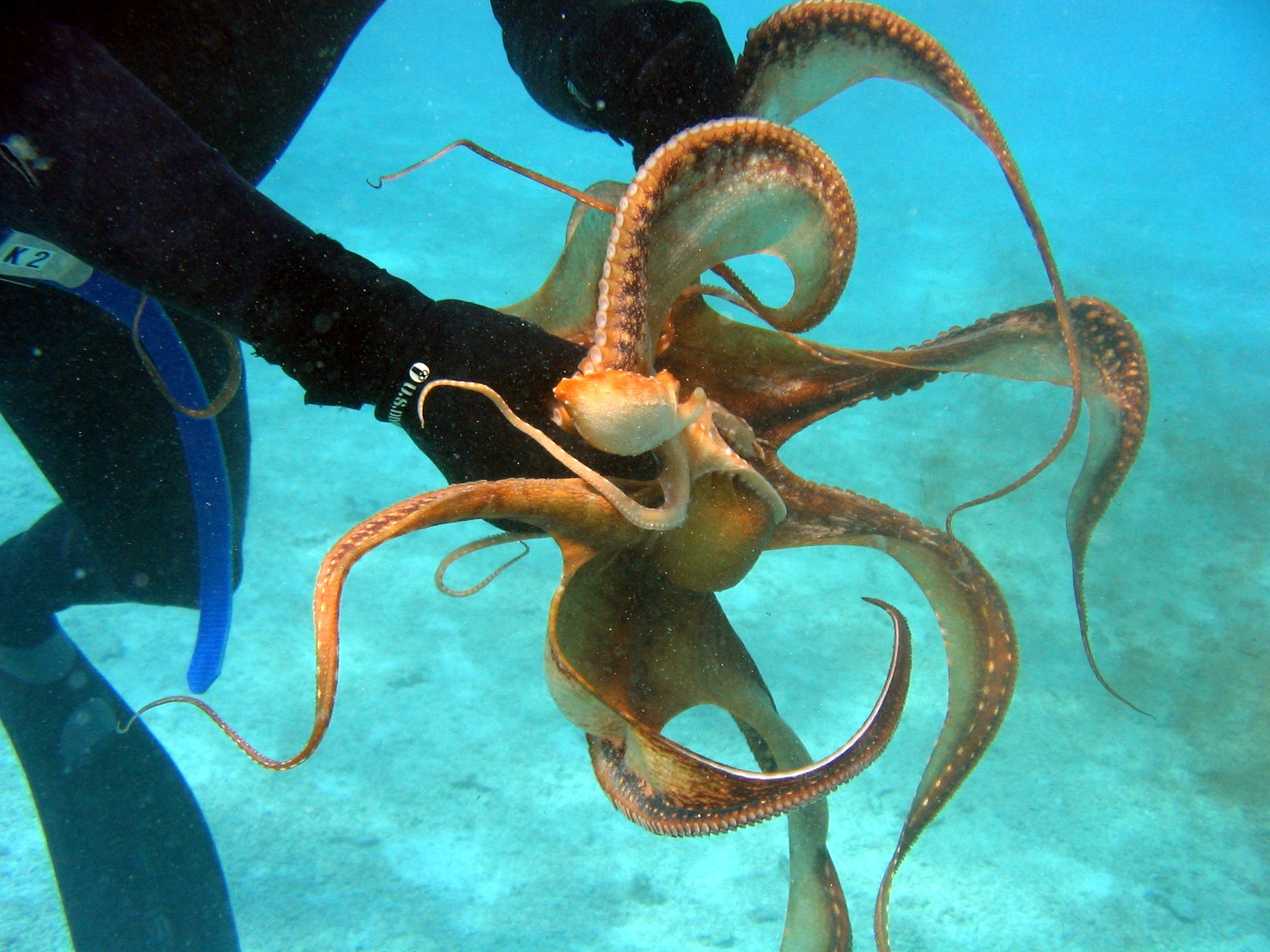
Weißstreifenkrake